# Lipecka oblast
Lipecka oblast (rusko Ли́пецкая о́бласть) je oblast v Rusiji v Osrednjem federalnem okrožju. Na severovzhodu meji na Rjazansko oblast, na vzhodu na Tambovsko oblast, na jugu na Voroneško oblast, na jugozahodu na Kursko oblast, na zahodu na Orjolsko oblast in na severozahodu na Tulsko oblast. Ustanovljena je bila 6. januarja 1954.